# Комабио
Комабио (итал. Comabbio) је насеље у Италији у округу Варезе, региону Ломбардија.
Према процени из 2011. у насељу је живело 1102 становника. Насеље се налази на надморској висини од 272 м.

## Становништво
| 1936. | 1951. | 1961. | 1971. | 1981. | 1991. | 2001. | 2011. |
| ----- | ----- | ----- | ----- | ----- | ----- | ----- | ----- |
| 525   | 580   | 693   | 811   | 805   | 849   | 958   | 1.194 |